# 荒谷前站
荒谷前站（日语：／ Arayamae eki */?）位于岩手县远野市宫守町上鳟泽，是东日本旅客铁道（JR東日本）管辖的釜石线上的鐵路車站。

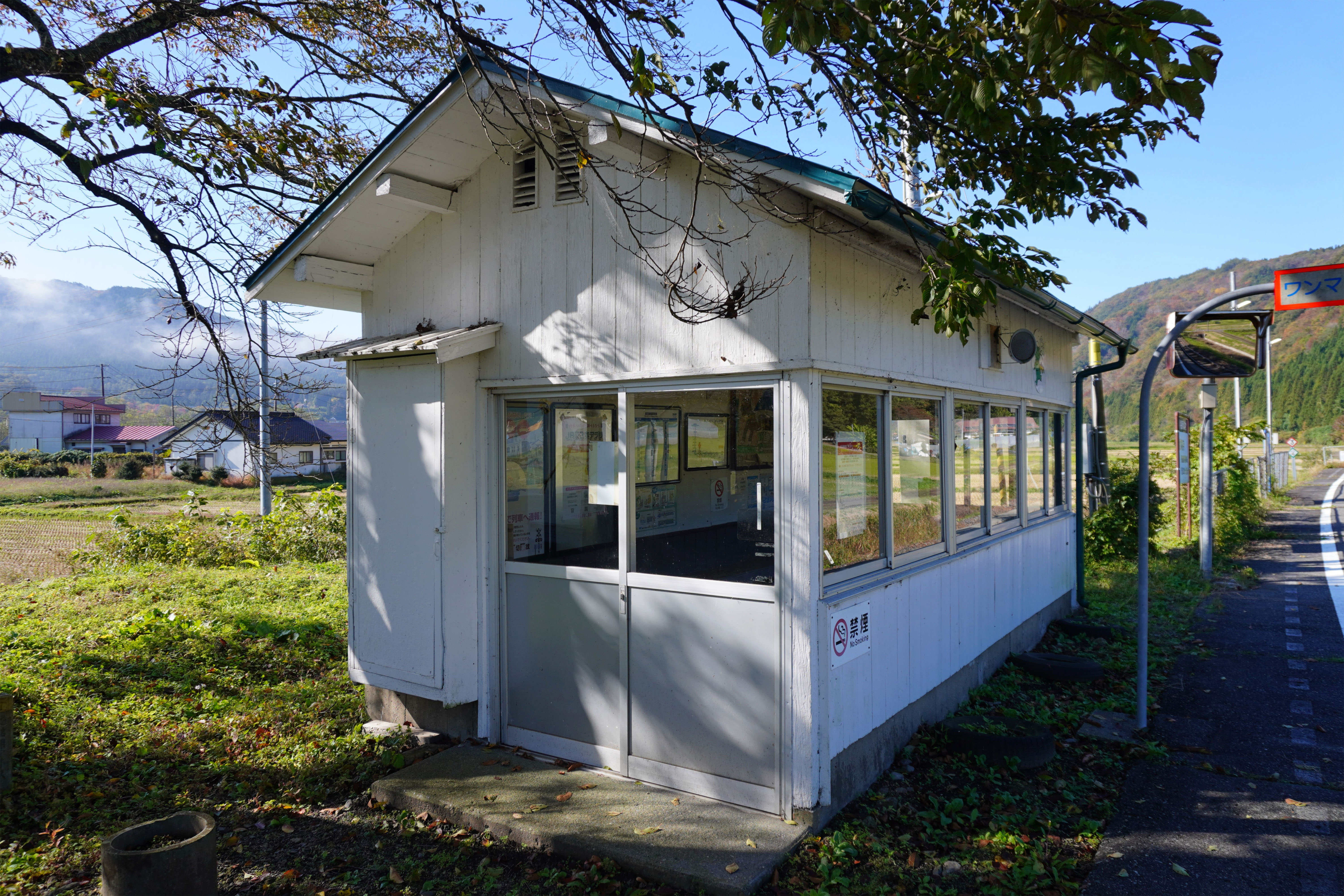
候車室(2023年10月)

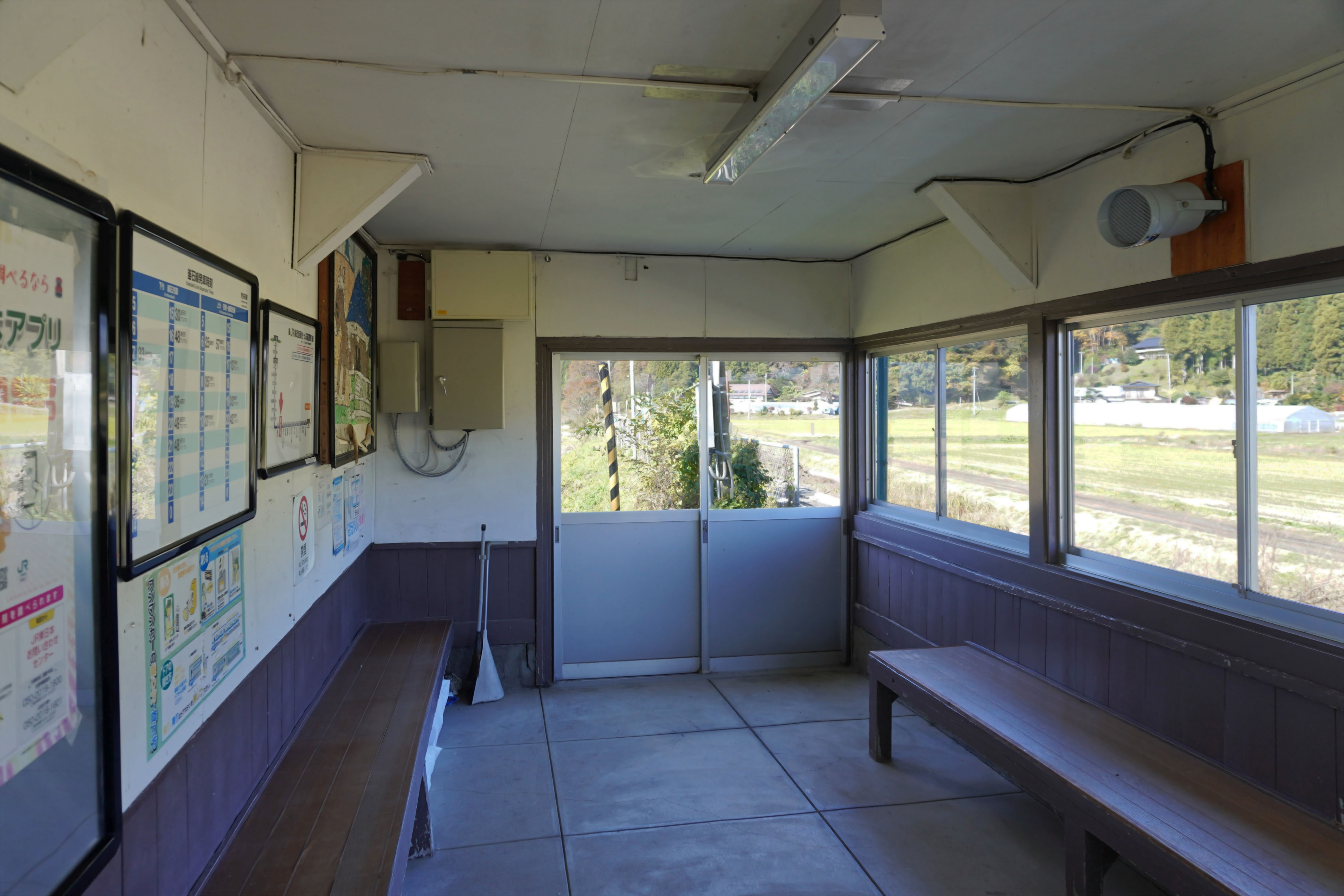
候車室内(2023年10月)

## 历史
- 1924年12月16日 - 投入运营[3]。
- 1936年8月1日 - 岩手轻便铁道国有化，成为国铁釜石线车站[4]。
- 1944年10月11日 - 随着釜石东线开业，线路名改为釜石西线[4]。
- 1949年12月10日 - 柏木平站 - 远野站之间轨距改为1,067mm，本站不再换乘。
- 1950年10月10日 - 国铁釜石线全部贯通，在此成为釜石线车站[4]。
- 1987年4月1日 - 国铁分割民营化后成为JR东日本车站。
- 2018年6月1日 - 随着远野站业务委托化，归属北上站管辖。

## 车站结构
侧式站台1台1线的地上车站，站台位于曲线上。
北上站管理的无人站。

## 其他
- 世界语站名：Akvorado（水车）。[5]

## 相鄰車站
東日本旅客鐵道（JR東日本）
□快速「濱百合」
通过
■普通
鳟泽－荒谷前－岩手二日町